# Pencho Slaveykov
Pentcho Petkov Slaveykov (en bulgare : Пенчо Петков Славейков) est un poète bulgare, né le 15 avril 1866 (27 avril dans le calendrier grégorien) et mort le 28 mai 1912 (10 juin dans le calendrier grégorien) ; il est le plus jeune fils de l'écrivain Petko Slaveykov. Pentcho Slaveykov est l'un des participants du cercle littéraire « Misal » (« Pensée »). 

## Biographie

### Jeunesse
Pentcho Petkov Slaveykov fut un poète bulgare, un des participants du cercle Misal (Pensée) avec Krastyo Krastev, Petko Todorov et Peyo Yavorov. Il fut le fils cadet du poète et homme d'État Petko Slaveykov. Il fut le frère des politiciens Ivan Slaveykov et Kristo Slaveykov. Son père eut du mal a s'occuper de lui mais il trouva l'argent pour envoyer son fils à l'école. Le petit Pentcho étudia dans sa ville et à Stara Zagora, dans laquelle son père fut envoyé en tant qu'instituteur en 1876. Il est le témoin à Stara Zagora des incendies provoqués lors de la guerre russo-turque de 1877-1878, souvenirs qui forgeront l'esprit du futur poète. Ces « Souvenirs gardés au fond de mon âme » serviront Slaveykov pour son travail sur la Chanson sanglante. La famille Slaveykov échappa de justesse aux flammes et sera recueillie à Veliko Tarnovo.
À la fin de la guerre, la famille se déplaça à Sliven, en 1879, puis de nouveau à Veliko Tarnovo, où Petko Slaveykov fonda les journaux Osten et Bulgarie totale. Pentcho participa à leur développement. En fin 1879, la famille s’établit à Sofia où Slaveykov étudia jusqu'en 1881. Après l'introduction d'un régime policier, son père, un des plus riches membres du Parti libéral, fut arrêté. Il partit en Roumélie orientale.
Pentcho Slaveykov poursuivit son éducation à Plovdiv. En 1883, il fut un des plus précoces précurseurs de l'agitation étudiante au Lycée pour garçons de Plovdiv et lutta contre l'appauvrissement des sujets dans l'enseignement. À la suite de ces événements, des instituteurs comme Petko Slaveykov, Petko Karavelov et Traiko Kitantchev furent remplacés par « des récipients parfumés et des éducateurs nus mentalement ... » À cette époque, il était sous l'influence non seulement de son père mais aussi de son ami Karavelov. Pendant ces années, il tomba amoureux du folklore. Le père et les enfants publièrent des contes populaires, des chansons, des légendes et d'anciennes traditions. Slaveikov accompagnait souvent son père en voyage dans les différentes régions de Bulgarie, pour des travaux linguistiques, ethnographiques, folkloriques, pour étudier les sources artistiques et les langues du peuple.
En janvier 1884, il s'assoupit sur la Maritsa glacée et tomba malade. Malgré un traitement continu à Plovdiv, Sofia, Berlin et Paris, il en garda des séquelles durant sa vie entière : en effet, il éprouvait des difficultés à marcher sans canne, devait faire des efforts faits pour écrire et pour communiquer.
Après une lutte de trois mois, Slaveykov, parcouru de sombres pensées, souffrait de crises de mélancolie, et cherchait la lumière dans les livres et dans la créativité. Pour échapper à la pire crise, il lisait Ivan Tourgueniev et Vladimir Korolenko, Reliques de vie et Le musicien aveugle. Dans son combat contre l'affliction et la fièvre, Slaveykov commença à voir la souffrance en tant qu'esprit en plein essor, ce qui donna, plus tard, les éléments d'une expression artistique dans de nombreuses œuvres ("Cis moll", etc.) Le point de vue de la souffrance est corroborée par la communion avec les œuvres de Henrik Ibsen, Friedrich Nietzsche, Heinrich Heine, etc. Le drame de Slaveykov tend à rationaliser la solitude créative. Les poèmes, écrits à ce moment-là, ont été influencés par Heine, dont les œuvres ont été lues en russe.

### Début de l’activité littéraire
À la mi-1884, la famille de Pentcho Slaveykov revint à Sofia. En 1885, il se rapprocha d'Aleko Konstantinov. Ils coopérèrent avec le magazine Bibliothèque St. Kliment publiant des traductions des poètes russes. Sous le régime de Stambolov les Slaveykov connaissent des années difficiles. La répression politique vise les milieux intellectuels et les militants politiques, notamment les pro-démocrates. Slaveykov consolida l'attitude critique envers la « stambolovizma », puis envers la réalité sociopolitique bulgare, ce qui nourrit sa démocratie politique. Il imprègne bon nombre de ses poèmes de pathos à partir des années 1880 et au début des années 1890 (Père bord, sultan préférés, Dim à Dieu, à la mangue et l'ours, Roi David et autres). Son premier recueil Lily est mis en place sous l'influence de Heine. Se rendant rapidement compte de son immaturité, Slaveykov piétine les invendus pour les brûler, un an après la révolution.
Au début des années 1890, une autre tendance semble se former dans la pensée politique du poète : le confinement dans le monde des personnalités historiques, des grands artistes, des héros de l’esprit. En 1892, dans la revue Pensée apparaissent les premières rédactions des poèmes Cis moll, Cœurs des cœurs, Repos, Frina. À cette époque, on identifie déjà dans la poésie de Slaveykov toutes les lignes directrices idéologiques, émotionnelles et stylistiques, caractéristiques de sa créativité poétique mature — patriotique, ballade, folk, intimiste et lyrique, philosophique, historique, légendaire, etc.
En 1892, Slaveykov commence à étudier la philosophie à Leipzig. De Leipzig, il coopère régulièrement à Misal et à Collection bulgare ; il crée les poèmes Ralitsa, Boïko, Inséparables, et d’autres chansons épiques classiques, les premiers chapitres de l’épopée Chanson de sang, la plupart des miniatures du rêve du bonheur. Faire connaissance avec Mara Belcheva a été très utile pour son œuvre. Avec elle, il partage des intérêts communs en tant que poètes et écrivains. Ils restèrent des amis proches pour la vie.
En étudiant, Slaveykov prolonge ses horizons esthétiques et philosophiques, devenant un artiste au sens large. Les cours qu’il suit témoignent de ses intérêts multilatéraux : esthétique néo-kantienne de Johannes Volkelt, lire l’histoire de la philosophie moderne, esthétique générale, esthétique de l’art poétique, esthétique du drame ; le philosophe idéaliste, le psychologue expérimentateur, le physiologiste et folkloriste Wilhelm Wundt — la psychologie, éthique, histoire de la philosophie ; Ernst Elster — histoire de la littérature allemande, Bioulker — cours sur l'œuvre de William Shakespeare; Volner — épopée folklorique des slaves du sud. L'intérêt de Slaveykov pour la peinture et la sculpture le dirige vers le Cercle de Leipzig des Amoureux de l’Art. Il est un membre de la société littéraire de Leipzig et assiste aux premières théâtrales. Il se passionne pour les travaux de Johann Wolfgang von Goethe et de Heinrich Heine, il lit leurs recherches, il intéresse non seulement à leur travail artistique, mais aussi à leurs points de vue philosophiques et esthétiques. Parmi les dizaines de poètes contemporains allemands qui retiennent son attention se trouvent Theodor Storm, D. von Lilienkron, Richard Dehmel, Gustav Falke, Nikolaus Lenau et d'autres. En traductions allemandes, Slaveykov rencontre la littérature scandinave, il examine les œuvres de H. Ibsen, J. Jacobsen et d'autres. Pour la première fois en Bulgarie ont été présentées les idées du philosophe danois Søren Kierkegaard et lus les travaux de Georg Brandes, Christian Lous Lange, Arthur Schopenhauer et Friedrich Nietzsche.
Avec des intérêts multilatéraux et un esprit inépuisable, il gagne en prestige auprès des étudiants bulgares de Leipzig. Pour la première année de ses études, il fut élu président de la section bulgare de la société académique slave. Il prépare une thèse sur Heine et la Russie, mais ne la terminera pas.
À Leipzig, Slaveykov termine en 1896 le premier volume de son livre « Chants épiques », il prépare le volume 2 et continue de produire des textes intimes, qui dominent ses premières œuvres lyriques. Son livre de poésie « Rêve de Bonheur », est le résultat d'années de travail créatif dans ce sens. Il envoie ses premiers textes critiques au journal « Bannière ».

### Le Cercle littéraire Misal (Pensée)
Slaveykov retourne en Bulgarie au début de 1898, et la même année il devient un véritable membre de la Société littéraire bulgare, aujourd'hui Académie des sciences de Bulgarie. Il fut nommé professeur au lycée pour garçons de Sofia et est employée dans la Bibliothèque nationale à Sofia. Il devient un proche collaborateur du Dr Krastyo Krastev dans l'édition du magazine Misal (Pensée) et le centre du cercle littéraire Misal. Il est sous-directeur en 1901–1909 et directeur en 1909–1911 de la Bibliothèque nationale, et directeur du Théâtre national en 1908–1909. En septembre 1908, il fait une visite du théâtre régional de Bitola en Macédoine. En peu de temps au Théâtre national, Slaveykov se montre un leader hautement compétent, énergique et talentueux. 
En 1909, il fut détaché auprès de Moscou pour participer à la célébration du centième anniversaire de Nicolas Gogol avec le professeur Vasil Zlatarski. De Russie, Slaveykov écrivit plusieurs lettres à Mara Belcheva, ami du peuple, antimonarchiste, humaniste et démocrate. Lors du Congrès slave (1910) les slavophiles défendent l'idée d'unité slave « faites de cultures pures et des sols basée sur l'accord fraternel ». Slaveykov protesta dans une lettre ouverte aux délégués de la réunion et prit la parole lors d’une réunion publique.
Début mars 1911 il est publié à Constantinople, Athènes, Naples, Sorrente, et à Rome. Après son retour à Sofia, Slaveykov se livre à des travaux frénétiques : il termine le volume 2 de « Chanson du sang » (IV-VI chanson), il prépare une « anthologie des poètes allemands ».
Le 10 juillet 1911, le ministre de l'Éducation Stefan Bobchev le congédia de son poste de directeur de la Bibliothèque nationale et le nomma commissaire du Musée du ministère de l'Éducation. Slaveykov, ne souhaitant pas exercer ces fonctions, partit à l'étranger. Avant de partir, il présida une réunion qui établit une succursale de la société « amis du peuple russe » (avec le président Anatole France). À la fin août, Slaveykov est à Zurich, où il rencontre Mara Belcheva.
Il a vécu dans différents villages - Lucerne, Hoflu, Goran, Gyoshenen, Andermatt, Lugano. Une forte oppression spirituelle aggrave son état de santé. Slaveykov fait des efforts héroïques pour travailler. À la fin de novembre il est en Italie. Il fait un séjour à Rome de trois mois. En mai 1912, il est entre Florence et Engandinite, il cherche un remède pour le corps et l'âme. À la fin du mois, il arrive dans la petite station touristique de Brunate, situé entre le lac de Côme et la ville de Côme où il meurt le 10 juin. 
Il fut enterré dans le cimetière du village, ses ossements ayant été déplacés en Bulgarie en 1921.

## Sources
- Пенчо П. Славейков 1866 - 1912. // Регионална библиотека „Пенчо Славейков“ - Варна. <http://www.libvar.bg/library/biography.html>

#### Œuvre
- Основни произведения на Пенчо Славейков, сайт Словото
- Пенчо Славейков, "Българската поезия"
- Пенчо Славейков - библиография
- Пенчо Славейков "Сън за щастие"

#### En français
- "Hétéronymes", traduction du bulgare par Denitza Bantcheva, Éditions du Cygne,  (ISBN 978-2-84924-554-5).

#### Sur Pencho Slaveykov
- Радев, Иван. Пенчо Славейков — биография. // Пенчо Славейков — библиография. Регионална библиотека „Пенчо Славейков“ - Варна <http://www.libvar.bg/publications/slaveykov/biografia.html>
- Литературна критика върху Пенчо Славейков, Литернет